# 首都电影院
首都电影院，位于北京市，有多家分店，是北京历史悠久的电影院。

## 简介
首都电影院的前身是“新新大戏院”，1937年由京剧演员马连良等人筹资建成。1946年先改名为北京大戏院，年底更名为国民大戏院。1950年，由周恩来亲自定名为“首都电影院”，并由郭沫若题写院名。该电影院属于国有，曾多次接待毛泽东、周恩来等党和国家领导人。
1952年10月10日，首都电影工作者在首都电影院欢迎来华访问的苏联电影艺术工作者代表团。1957年7月1日，首都电影院成为中华人民共和国第一座宽银幕立体声电影院。该电影院试映了中国第一部彩色宽银幕纪录片《五月的节日》。文革之前，首都电影院曾经多次举办国际电影周，出席国际电影周的有各国代表、国家领导人及艺术家，周恩来也曾来这里参加国际电影周的活动。
首都电影院自建成后，一直位于西长安街南侧，拆迁前的门牌号是西长安街46号，隔街为北京电报大楼。2003年，首都电影院拆迁，原址上建设中共中央组织部大楼。2003年6月13日至15日，首都电影院举办为期三天的“66载时代经典全记录”告别演出，放映从1930年代至2000年代的影片18部。2003年6月13日即该活动的第一天，影迷朱理轩把多年收藏的1950至1960年代的23张首都电影院电影票赠送给首都电影院。
后来，中共北京市西城区委、北京市西城区人民政府按照“三区”战略规划，要求北京华融文化投资有限公司（2006年9月13日正式成立）成立了北京首都华融影院有限责任公司，并由该公司投资兴建了新的首都电影院，同时首都电影院加入了北京新影联院线公司。2008年2月，新的首都电影院（即后来的首都电影院西单店）在西单大悦城开业，设有14个影厅，2008个座位，当时是北京厅数最多的影院。2009年成为中国首家年度票房超过6千万元人民币的单体影院。
自重张以来，首都电影院先后开设多家分店：
- 西单店：北京市西城区西单北大街甲131号西单大悦城10层。2008年3月28日开业。[6]
- 金融街店：北京市西城区金融街购物中心地下1层。2012年3月28日开业。[7]
- 昌平店：北京市昌平区南环路悦荟万科广场（原金隅万科广场）8层。2013年开业。[8]
- 中华店：北京市西城区天桥南大街3号楼1层、2层。前身是1933年建成的德盛轩戏院（又称小蓬莱），专演评剧，曾邀筱玉凤、美玉霜等评剧演员演出《杜十娘》、《珍珠衫》等评剧剧目。1947年改成中华电影院。当时天桥市场内还有“新民”、“天桥”两家电影院，1956年公私合营时并入中华电影院。1990年经过翻建，改称中华电影娱乐宫。2016年初改为首都电影院中华店。[9]
- 天津店：天津市河东区新开路远洋未来广场3层。2013年开业。[10]
- 城市副中心店：位于通州区北运河畔，2024年1月3日开业。该店除放映电影外，还提供美术展览、手作工艺体验等服务[1]。